# Inger Sitter
Inger Solveig Sitter, född 18 oktober 1929 i Trondheim, död 11 mars 2015 i Tjøme, Vestfold, var en norsk målare och grafiker.

## Biografi
Inger Sitter var dotter till en norsk sjökapten och växte upp i Antwerpen, där familjen bodde när fadern var styrman i Nordenfjeldske Dampskipsselskap. Familjen flyttade tillbaka till Norge 1939. Hon utbildade sig från 15 års ålder vid Statens Kunstakademi i Oslo för Per Krohg, Axel Revold och Jean Heiberg 1945–1946 och, sedan familjen åter flyttat till Belgien, på Institut Supérieur des Beaux-Arts i Antwerpen 1946–1949. Hon studerade också 1948 för André Lhote i Paris samt för Stanley Hayter på Atelier 17 i Paris 1954–1955 och 1956–1957. Hon fick sitt genombrott med en utställning på Galleri Per i Oslo 1956.
Hennes konst har utifrån en förenklad naturbakgrund utvecklat sig mot allt starkare abstraktion, präglad av parisskolan. Hon är representerad i Nasjonalmuseet i Oslo med målningar och färggrafik. Tillsammans med bland andra Carl Nesjar utförde hon 1956–1958 dekorationer i sandblästrad betong i Høyblokka i Regjeringsbygningen i Oslo. Hon har även gjort utsmyckning av Norges handelshøyskole i Bergen (1967) och Landbrukshøgskolen på Ås (1970–1971).
Inger Sitter var professor vid Statens Kunstakademi 1981–1984. Hon var gift med Carl Nesjar, som hon träffade 1953, under ett tiotal år. Paret har en dotter, född 1958.